# Tjebberup
Tjebberup is een plaats in de Deense regio Seeland, gemeente Holbæk, en telt 481 inwoners (2008).
De plaats ligt iets ten oosten van de stad Holbæk.